# Josiah Maraku
Josiah Meihana Maraku (Nueva Zelanda, 30 de marzo de 2000), más conocido como Josiah Maraku, es un jugador profesional neozelandés de rugby que se desempeña en la posición de centro exterior en Lyon Olympique, equipo perteneciente a la liga Top 14.

## Carrera
Comenzó su carrera deportiva con el equipo Manawatu Turbos, en el cual jugó tres temporadas (2018-2021), después pasó a Racing Club Narbonnais (2021-2022), luego a Lyon Olympique, donde lleva jugando dos temporadas.